# Seznam zápasů sovětské fotbalové reprezentace na Mistrovství Evropy
Sovětská fotbalová reprezentace byla celkem 5x na mistrovstvích Evropy ve fotbale a to v letech 1960, 1964, 1968, 1972, 1988.
- Aktualizace po ME 1988 – Počet utkání – 13 – Vítězství – 7x – Remízy – 2x – Prohry – 4x

| Číslo | Soupeř         | Výsledek   | ME      | Fáze turnaje                                   | Góly SSSR                                                  |
| ----- | -------------- | ---------- | ------- | ---------------------------------------------- | ---------------------------------------------------------- |
| 1.    | Československo | 3 – 0      | ME 1960 | Semifinále                                     | 2x Valentin Kozmič Ivanov, Viktor Ponědělnik               |
| 2.    | Jugoslávie     | 2 – 1 (PP) | ME 1960 | Finále                                         | Slava Metreveli, Viktor Ponědělnik                         |
| 3.    | Dánsko         | 3 – 0      | ME 1964 | Semifinále                                     | Valerij Voronin, Viktor Ponědělnik, Valentin Kozmič Ivanov |
| 4.    | Španělsko      | 1 – 2      | ME 1964 | Finále                                         | Galimzjan Gusajnov                                         |
| 5.    | Itálie         | 0 – 0 (PP) | ME 1968 | Semifinále O postupu Itálie rozhodl hod mincí. | Ne                                                         |
| 6.    | Anglie         | 0 – 2      | ME 1968 | O 3. místo                                     | Ne                                                         |
| 7.    | Maďarsko       | 1 – 0      | ME 1972 | Semifinále                                     | Anatolij Koňkov                                            |
| 8.    | SRN            | 0 – 3      | ME 1972 | Finále                                         | Ne                                                         |
| 9.    | Nizozemsko     | 1 – 0      | ME 1988 | základní skupina B                             | Vasyl Rac                                                  |
| 10.   | Irsko          | 1 – 1      | ME 1988 | základní skupina B                             | Oleh Protasov                                              |
| 11.   | Anglie         | 3 – 1      | ME 1988 | základní skupina B                             | Sergej Alejnikov, Oleksij Mychajlyčenko, Viktor Pasulko    |
| 12.   | Itálie         | 2 – 0      | ME 1988 | semifinále                                     | Hennadij Lytovčenko, Oleh Protasov                         |
| 13.   | Nizozemsko     | 0 – 2      | ME 1988 | finále                                         | Ne                                                         |